# Szubin
Szubin é um município da Polônia, na voivodia da Cujávia-Pomerânia e no condado de Nakło. Estende-se por uma área de 7,65 km², com 9 613 habitantes, segundo os censos de 2016, com uma densidade de 1253,2 hab/km².